# Justin Frankel
Justin Frankel (ur. w 1978 w Sedona) – programista komputerowy, znany głównie jako jeden z twórców Winampa, aplikacji P2P Gnutella oraz sekwencera audio/MIDI Reaper.
Winamp został za dużą sumę sprzedany AOL w najlepszym okresie hossy internetowej, zaś Frankel następnie przez pewien czas pracował dla AOL. Z powodu różnicy zdań (szczególnie dotyczącej oprogramowania Gnutella, którego rozwijanie było niezgodne z polityką tej firmy) wkrótce odszedł z firmy, by zająć się nowymi projektami.
Najnowszym dzieckiem Frankla jest wielościeżkowy edytor audio / MIDI (sekwencer) noszący nazwę Reaper. Początkowo stworzony jako tańsza kopia Sony Vegas, szybko ewoluował w kierunku hybrydy łączącej w sobie zalety wielu programów, a nawet zawierającej zupełnie nowe funkcje. Już po kilku miesiącach od wprowadzenia na rynek pierwszej wersji, ze względu na możliwości i cenę, Reaper stał się poważnym konkurentem dla największych firm produkujących oprogramowanie muzyczne, a firma Steinberg (producent Cubase i Nuendo) w reakcji na głosy użytkowników postanowiła wypuścić własną kopię Reapera o nazwie Sequel.